# Lavice Rosemary
Lavice Rosemary (anglicky Rosemary Bank) je podmořská hora vzdálená přibližně 120 km západně od Skotska. Nachází se v Rockallském příkopu v severovýchodním Atlantiku. Byla objevena v roce 1930 průzkumnou lodí HMS Rosemary, po níž je pojmenována. Je jednou z pouhých tří známých podmořských hor ve skotských vodách.
Lavice Rosemary je součástí řady významných biotopů včetně agregací hlubokomořských hub a studenovodních korálů. Vyskytuje se zde řada druhů ryb, včetně červenice atlantské (Hoplostethus atlanticus), mníka modrého (Molva dypterygia), bezlýkovce listošupinatého (Centrophorus squamosus) a světlouna bělookého (Centroscymnus coelolepis). V roce 2014 byla oblast podmořské hory vyhlášena chráněnou mořskou oblastí (Nature Conservation Marine Protected Area, NCMPA) za účelem ochrany agregací mořských hub a kenozoického mořského dna. Toto vyhlášení bylo zrušeno v roce 2020, kdy bylo nahrazeno vyhlášením chráněné mořské oblasti West of Scotland, která pokrývá mnohem větší území.
Tento podmořský útvar vznikl asi před 70 miliony let v důsledku sopečné činnosti. Lavice Rosemary se zvedá do výšky přibližně 1000 metrů nad mořským dnem, přičemž jeho nejvyšší bod se nachází 400 metrů pod hladinou moře. Kolem jeho základny se rozkládá úzký „příkop“, kde je mořské dno až o 300 metrů níže než okolní podmořský terén. Nejnižší části této oblasti se nacházejí přibližně 2300 metrů pod hladinou moře.